# Dolomedes angustus
Dolomedes angustus là một loài nhện trong họ Pisauridae.
Loài này thuộc chi Dolomedes. Dolomedes angustus được Tord Tamerlan Teodor Thorell miêu tả năm 1899.